# 王存忠
王存忠（1447年—？），字誠之，浙江台州府仙居縣人，民籍，明朝政治人物。

## 生平
成化十九年（1483年）癸卯科應天鄉試第九十八名舉人，成化二十三年（1487年）中式丁未科會試第五十八名，三甲第二百一十一名進士。弘治三年（1590年）六月实授南京四川道監察御史。

## 家族
曾祖王思明；祖父王文彬；父王永潮。前母沈氏；母楊氏。永感下。